# Gudh Fader wilje wij prisa
Gudh Fader wilje wij prisa är en svensk psalmtext diktad av Laurentius Petri Nericius. Psalmen hör till kategorin "Antikristo-psalmerna", en grupp psalmer mot påven i Rom och den katolska läran.
Melodin, vars ursprung är Wohlauf, ihr deutsche Christen används enligt 1697 års koralbok också till psalmen O människa Gud klagar (nr 63).

## Publicerad i
- Göteborgspsalmboken under rubriken "Om Gudz Ord och Försambling".[1]
- 1695 års psalmbok som nr 237 under rubriken "Om Antichristo".